# Lee Cheol-ha
Pour les articles homonymes, voir Chan.
Dans ce nom coréen, le nom de famille, Lee, précède le nom personnel.
Lee Cheol-ha est un réalisateur et scénariste sud-coréen né le 12 septembre 1970 à Séoul (Corée du Sud).

## Filmographie

### Réalisateur
Courts et moyens métrages
- 1997 : The Toothbrush
- 1998 : Teensmoker
- 1999 : O[ou]
- 1999 : My Tear
- 2000 : Like

Longs métrages
- 2006 : Love Me Not (사랑따윈 필요없어, Sarang ddawin piryo eopseo)
- 2008 : Story of Wine (스토리 오브 와인, Storee obu wain)
- 2020 : Okay Madam

### Scénariste
- 2006 : Love Me Not (사랑따윈 필요없어, Sarang ddawin piryo eopseo)
- 2008 : Story of Wine (스토리 오브 와인, Storee obu wain')